# Friville-Escarbotin
Friville-Escarbotin è un comune francese di 4 582 abitanti situato nel dipartimento della Somme nella regione dell'Alta Francia.

## Società

### Evoluzione demografica
Abitanti censiti